# Walter Quaglia
Walter Quaglia (São Paulo, 25 de setembro de 1942) é um dramaturgo, diretor, cenógrafo e ator brasileiro. Formado em Engenharia pela Universidade Mackenzie, além de suas atividades em teatro também exerceu importantes cargos executivos na CPFL, CESP e Eletropaulo, na área de engenharia de distribuição.

## Biografia e carreira
Estudou interpretação com Eugênio Kusnet (discípulo do próprio Stanislaviski), direção teatral com José Renato e direção de cinema com Roberto Santos. Trabalhou como ator, cenógrafo e diretor. Seus primeiros textos foram premiados em concursos de dramaturgia; “Viagem ao Faz de Conta”, de 1964 foi depois musicada por Milton Nascimento, seguida pelo “O Patinho Preto” com músicas Chico Buarque de Hollanda. Esta peça  na montagem carioca teve o título de “A Revolução dos Patos” e foi protagonizada por Grande Otelo.  Escreveu outros textos para infância e juventude também premiados, bem apreciados pela crítica e muito encenados.  Completou seus estudos de dramaturgia com Renata Pallottini, Fauzi Arap e Chico de Assis e passou a escrever teatro para adultos .
Ator
Como ator profissional estreou  em 1962 no Teatro Oficina, na peça "Quatro Num Quarto", de Valentin Kataiev, sob a direção de Maurice Vaneau. Foi sócio fundador do Teatro de Grupo, que teve grande destaque pelas montagens de Teatro infantil que produziu nos anos 1960 na cidade de São Paulo. Atuou em "No País dos Papa- Pipocas", de A.C. Foz, direção de João Marchner, TBC."Um Lobo na Cartola", de Oscar Von Pfhul, direção de Roberto Vignati, TBC. "O Circo de Bonecos", de Oscar Von Pfhul, direção de Roberto Vignati, Teatro Aliança Francesa."A Assembleia dos Ratos", de João das Neves, direção de Roberto Vignati, Teatro Aliança Francesa. "Nu Para Vinícius" de Lauro César Muniz e Renata Palottini, direção de Egydio Ecio, TBC."Romão e Julinha", de Oscar Von Pfhul, direção de Roberto Aschar, Teatro Aliança Francesa.
Interrompeu a carreira de ator para dedicar-se a outras atividades teatrais e a engenharia mas voltou a trabalhar no palco em 1995,
no Grupo Tapa, em "Rastro Atrás", de Jorge Andrade, direção de Eduardo Tolentino de Araujo, Teatro Aliança Francesa e em "Nossa Cidade" de Thornton Wilder , Teatro Maria Della Costa, direção de Ewerton de Castro. 

### Cenógrafo
Destacam-se os cenários para a "A Lei de Lynch", peça de sua autoria, Teatro Brasileiro de Comédia, direção de Emilio Di Biasi, "Direita Volver", de Lauro Cesar Muniz, Teatro Paiol, direção de Emílio Di Biasi."Paris Blues", de Guilherme Bonfim, Teatro Arthur Azevedo, direção de Giovanna Quaglia e " Viagem ao Faz de Conta" de sua autoria , Teatro  Anchieta  SESC Consolação .  "O Crime da Aldeia Velha", de Bernardo Santareno, Teatro Artur Azevedo, direção de Eraldo Rizzo."A Ilha das Cabras", Teatro de Arena, direção de Roberto Vignati. Também foi o cenógrafo de todas as peças infantis do Teatro de Grupo.

### Outras  Atividades
Foi membro do Conselho Consultivo da APTIJ — Associação Paulista de Teatro Infanto Juvenil — e  Presidente da APART — Associação Paulista de Autores Teatrais —, onde criou e organizou o Banco de Textos Inéditos.
Foi presidente da Comissão Estadual de Teatro da Secretaria de Estado da Cultura do Governo do Estado de São Paulo.
Foi presidente  de inúmeras Comissões julgadoras do Mapa Cultural Paulista.
Dirigiu "A Pílula Falante" de Monteiro Lobato, adaptação de Tatiana Belinky e "O Casarão", de sua autoria, no Teatro do Colégio Rio Branco. Dirigiu inúmeras leituras dramáticas de textos para os Seminários de Dramaturgia da APART — Associação Paulista de Autores Teatrais — nos anos de 1986 e 1987, e para os ciclos de estudo da Sociedade Litero Dramática Gastão Tojeiro, de 1992 a 2001. Destacam-se: "A Revolução Partida", de Murilo Dias Cesar, "Kitchnette", de Jurandir Pereira, "Hamburguer de Jabá" e "Quem Casa Quer Caso", de sua autoria, para a APART e "A Farsa de Inês Pereira", de Gil Vicente, "Em moeda Corrente no País", de Abilio Pereira de Almeida" e "A Severa", de Júlio Dantas, para a Gastão Tojeiro .
Em 2003 dirigiu "Viagem ao Faz de Conta" de sua autoria e com músicas de Milton Nascimento,  coreografia de Kika Sampaio e cenografia do autor, que estreou no Teatro Jardel Filho do Centro Cultural São Paulo.
Em 2017 ministrou oficinas de dramaturgia para o Teatro Popular União e Olho Vivo.

### Filmes e Videos
Dirigiu e realizou 15 filmes em super-8, dos quais se destacam: "Tango" (Melhor Fotografia e Melhor Atriz do IV Festival do Filme Super-8 em São Paulo — 1975 — e Melhor Direção e Melhor Cenografia do I Festival Internacional do Filme Super 8 — Curitiba — 1975 —, "Beira-Rio" (Melhor Documentário do I Festival Brasil-Argentina do Filme Super 8 — Buenos Aires — 1977) e "Prodadis", filme técnico produzido pela Companhia Paulista de Força e Luz.
Supervisionou a direção de inúmeros vídeos institucionais e educativos para a CESP, entre eles "Trabalhos em Linha Viva", "Luz para Favelas" e "Distribuição de Energia Elétrica". Coordenou o projeto Video-Instrução para a Eletropaulo, abrangendo desde a criação e produção de inúmeros videos, até a distribuição e exibição com aferição dos resultados de treinamento. Esse projeto recebeu menção honrosa em Seminário realizado na cidade do Porto em Portugal em 1993.

### Textos escritos para teatro
- "Viagem ao Faz de Conta", primeiro lugar no concurso de dramaturgia do Governo do Estado de São Paulo - Prêmio Narizinho -, posteriormente musicada por Milton Nascimento, com cerca de 20 montagens sendo a primeira dirigida por Roberto Vignati.
- "O Patinho Preto", segundo lugar no concurso de dramaturgia do Governo do Estado de São Paulo, musicada por Chico Buarque de Hollanda, com mais de 15 encenações diferentes, tendo sido uma delas protagonizada por Grande Otelo.
- "O Casarão", infanto juvenil, menção honrosa em concurso, com a primeira montagem dirigida por Yacov Hillel.
- "O Gigante", primeiro lugar no concurso de dramaturgia do Governo do Estado de São Paulo - Prêmio Narizinho-, com a primeira montagem dirigida por Paulo Lara para a Cia Cleyde- Oscar- Miranda, no Teatro Anchieta.
- Super-Flor", infantil com músicas de Antonio Ozorio, com a primeira encenação dirigida por Silnei Siqueira.
- "A Lei de Lynch", estreou no Teatro Brasileiro de Comédia, sob a direção de Emilio Di Biasi, sendo protagonizada por Cleide Yaconis.
- "Hamburguer de Jabá",
- "Quem Casa Quer Caso",
- " Colombo - A Descoberta"
- "O Padre e o Rei",  sobre a vida e obra do Padre Antonio Vieira,, com leitura publica no MASP - Museu de Arte de São Paulo com direção de  William Pereira.
- Todos os textos  foram publicados , sendo que os dois últimos estão  no livro "Um Novo Céu e uma Nova Terra"  publicado  pela Giostri Editora em 2011 e os dois primeiros foram gravados  em LP.